# Monster Allergy
Monster Allergy è una serie a fumetti pubblicata mensilmente da ottobre 2003 a febbraio 2006 da Walt Disney Italia sotto l'etichetta Buena Vista Comics. Nel 2016 la serie ha avuto un seguito, Monster Allergy Evolution.
Al Napoli Comicon 2023 è stato annunciato Il libro perduto di Monster Allergy, che sarebbe dovuto uscire ad ottobre dello stesso anno, e la cui uscita è slittata poi a settembre del 2024. Nel 2005 è stata prodotta una serie animata basata sulla prima serie a fumetti.
Sul sito di Tunué è presente una guida alla lettura per il fumetto ed è possibile trovare maggiori informazioni su eventuali nuove uscite.

## Storia editoriale

### Monster Allergy
La serie ha esordito il 13 ottobre 2003, la prima pubblicata dalla Buena Vista. Venne ideato da Katja Centomo e Francesco Artibani, con Alessandro Barbucci e Barbara Canepa. La serie è terminata dopo 29 numeri del fumetto e 52 episodi animati. Nel 2006 sono stati ristampati i primi sette numeri. I primi sei numeri della serie a fumetti sono stati ristampati dalla casa editrice GP Publishing tra ottobre 2011 e marzo 2012. Nel novembre 2015, Tunué ha pubblicato l'ultimo volume, il n. 30, insieme alla ripubblicazione di tutte le storie in due volumi Deluxe.
Il 24 maggio 2015 Tunué ha annunciato la riedizione integrale del fumetto, in due volumi da oltre 700 pagine, comprensivo di un ultimo episodio inedito, ambientato sei anni dopo l'episodio 29.

### Monster Allergy Evolution
Nell'autunno del 2016 sono usciti i primi volumi di una nuova serie di fumetti: Monster Allergy Evolution. Segue l'episodio 30 e vede le avventure di Zick e Elena ormai diciottenni.
- 1: Domulacrum[5]
- 2: La valle dei Bombi[6]
- 3: Non uccidere[7]
- 4: Il filo di Arianna[8]
- 5: La voce dell'ombra[9]

### Un bombak a Bibbur-Si
Durata sei numeri, questa serie di storie, scritta da Erika Centomo e Moreno Savoretti, narra le avventure di Bim-Bombak, che gestisce l'albergo, e centro rigenerante La Tana del Sollazzo, posta al centro di Bibbur-Si e Bobbahu, il suo assistente. Le sue avventure, una serie di gag che oscillano tra il tragico e il comico, sono la parte più classicamente Disney di tutto l'albo e che sono la prima collaborazione Disney di Bruno Olivieri, cartoonist sardo del panorama indipendente italiano. I primi due episodi della serie sono stati realizzati da Silvio Camboni.
- 1: La tana del sollazzo
- 2: L'ospite misterioso
- 3: La fontanella
- 4: Una brutta giornata
- 5: Una fidanzata per Bim-Bombak
- 6: Arriva la mamma!

## Trama
Elena Patata si è appena trasferita assieme ai genitori a Oldmill Village, nella periferia di Bigburg. Nonostante il consiglio dei suoi coetanei, Elena si interessa al suo vicino di casa, Ezechiele Zick, detto Zick.
Zick è all'apparenza un normale ragazzo di 10 anni, solitario e che soffre di svariate allergie, ma in realtà riesce anche a vedere i mostri e i fantasmi essendo difatti un Domatore, un mostro dalla curiosa forma umana in grado di usare particolari poteri per poter assoggettare i mostri e gli spettri. Nella sua casa, con la quale convive con la madre Greta Barrymore, una Rifugiatrice (un umano che vede i mostri), vi abitano diversi mostri, esiliati dalla loro città natale per alcuni crimini e a controllarli c'è un Tutore, individui che fungono da amministratori dell'ordine nel mondo dei mostri. Tale tutore, Timothy-Moth, ha le sembianze di un gatto per non dover ricorrere all'invisibilità.
Elena, seppur senza poter vedere i mostri, crede a ciò che sostiene Zick. Le loro avventure cominciano con la ricerca dei loro gatti, catturati dai Gorka, una mostruosa specie di mostri mutaforma che vogliono vendicarsi del loro esilio contro i Tutori, cercandoli nella loro forma gattesca. A capo dei Gorka vi è Magnacat, il quale tenta di portare dalla sua parte Zick, che però evoca uno Spettro Nero, un fantasma che si allontana dalla redenzione divorando mostri, che divora Magnacat, il quale però sopravvive è, a seguito della scomparsa dello Spettro, diventa mezzo mostro e mezzo spettro, rinominandosi "Maschera di Fuoco".
Preoccupati, Timothy e Zick tentano di riunire i Domatori, esiliati anch'essi per il loro abuso di potere, per sopraffare Magnacat. Nella ricerca, Zick scopre che suo padre Zob, creduto morto, era in realtà vivo e rimpicciolito a seguito di un eccessivo uso di Energia. Per riportare il padre alla normalità, Zick chiede aiuto alle anguane, streghe commercianti longeve di cui fa parte anche la zia di Zick, Ermelia Barrymore. Dopo che Zob è stato salvato e Magnacat invece sconfitto, quest'ultimo fa in tempo a evocare i Gaigamonster, antichi mostri giganti e distruttivi. Approfittando di ciò, Moog Magister, il re delle anguane, tenta di usare il potere del più forte dei Gaiga, ma viene divorato da esso e rinchiuso in un barattolo dai Domatori. Per l'emergenza, Greta dona a Elena i poteri da Rifugiatore, permettendole di vedere i mostri.
Su scelta dei Tutori, i Domatori vengono reinseriti nella società dei mostri e permettono ai mostri rinnegati di casa Zick di essere liberi. Approfittando di ciò, Hector Sinistro, un Domatore Nero, cattura i suddetti mostri e, per vendicarsi, cerca di distruggere Zick, nipote di colui che lo aveva imprigionato, Ezeria Zick. Zick ha la meglio, ma Sinistro scopre che Zick ha un potere da Domatore molto più potente degli altri e cerca di inscatolare tale potere, usando Elena come ostaggio. Zick cede tutto il suo potere, ma l'esplosione energetica è così potente che Sinistro scompare nel nulla. Zick, nel processo, perde tutti i suoi poteri, compreso quello di vedere i mostri.
Sei anni dopo, Elena scopre pure che la perdita dei poteri ha interrotto il processo di crescita di Zick. Dispiaciuta, i due si dirigono al cimitero dei Domatori, dove trovano l'energia di diversi Domatori deceduti. Con una di quelle, Zick riacquista sia la Vista che i poteri che aveva nell'età adolescenziale. Tuttavia, sulle loro strade, incombono altri pericoli e avventure, il primo dei quali è il figlio vendicativo di Hector.

## Stile

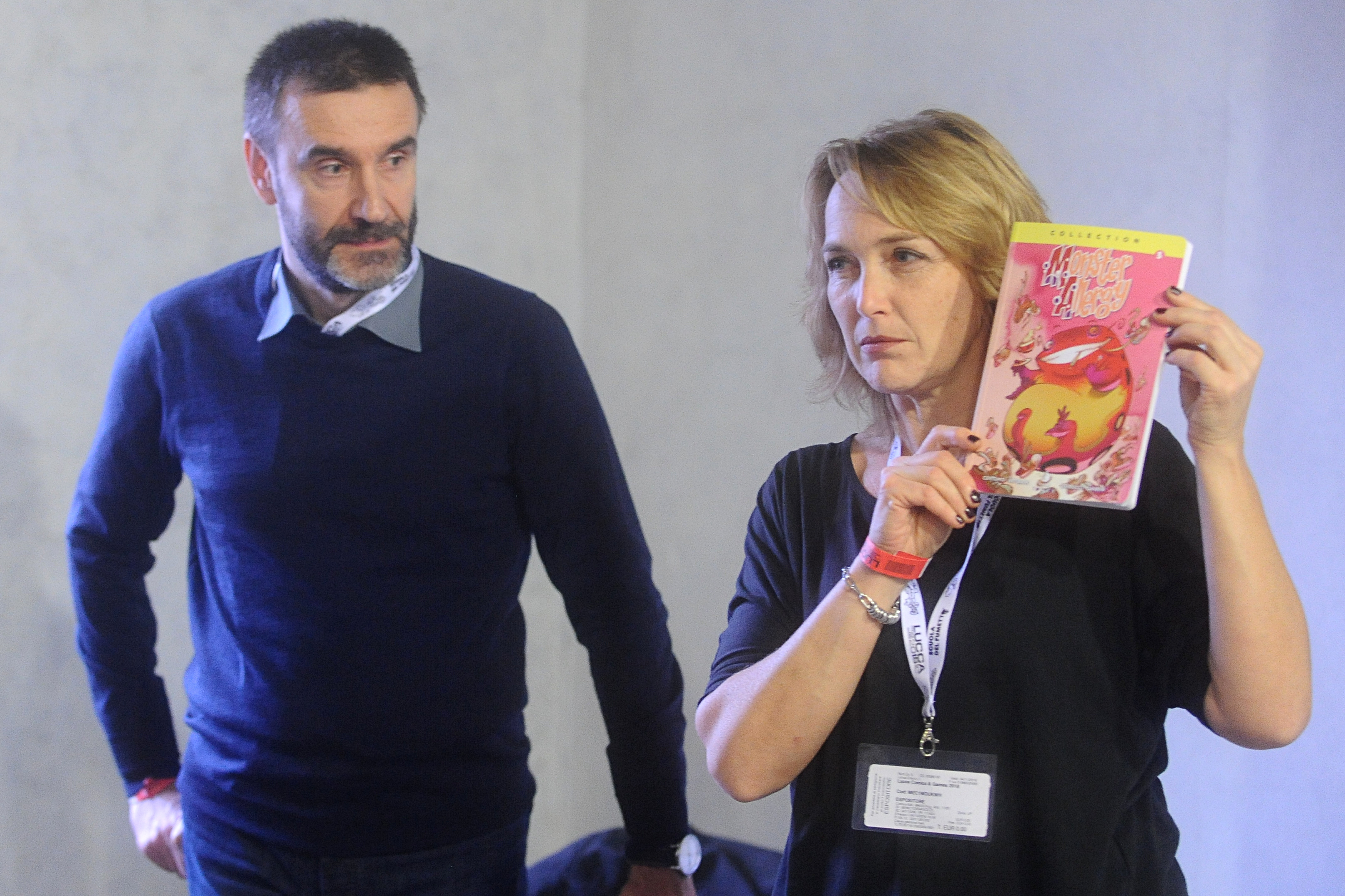
I creatori di Monster Allergy Francesco Artibani e Katja Centomo a Lucca Comics & Games 2018

Barbucci, già da alcuni anni, iniziando la sua collaborazione con questi progetti sperimentali di Disney Italia, aveva iniziato ad evolvere il suo stile avvicinandosi, come molti cartoonist statunitensi, alla lezione dei mangaka. Lo sviluppo del suo stile, destinato a fare scuola, si può ripercorrere sia sulle pagine di PKNA (specie il quattordicesimo volume, Carpe Diem) che sulle pagine di W.I.T.C.H., uno dei più originali fumetti Disney italiani. Dopo un ottimo lavoro ai disegni per primo numero, passa poi alla supervisione dei disegni, realizzati da altri collaboratori alla serie: il secondo numero viene affidato a Giovanni Rigano, che, assieme ad Alessio Coppola, darà l'interpretazione più originale allo stile della serie. Rigano, poi, interpreterà il suo episodio con molto carattere, mentre Coppola farà valere l'esperienza accumulata sulle pagine di X-Mickey.
Le storie, scritte per la maggior parte da Artibani su soggetto della Centomo, risultano avvincenti e divertenti, con dialoghi brillanti e di facile lettura. Notevole, tra le storie di questo bravo sceneggiatore, Il ritorno di Zob (apparsa sul nono numero, pubblicato nel giugno 2004). In questa storia, troviamo Zick ed Elena alle prese con un doppio mistero: mentre un mostro si aggira per le strade della città e il nervosismo serpeggia tra gli abitanti, i due amici devono organizzare uno spettacolo che omaggia i fumetti di supereroi. Nel corso della storia, troviamo anche un'originale rielaborazione del mito del lupo mannaro, mentre Federico Nardo reinterpreterà i costumi di personaggi come Robin, Flash, l'Uomo Ragno 2099, il Thor Marvel e il Punitore.
Altri sceneggiatori che collaborano alla serie provengono nientemeno che dalla Bonelli: Luca Enoch e Lorenzo Bartoli con un numero ciascuno, mentre il maggior aiuto ad Artibani (anche supervisore dei testi) è venuto dal disneyano Bruno Enna, realizzatore, tra l'altro, di uno dei numeri più belli e commoventi della serie (l'undicesimo, L'anguana di Er, uscito nell'agosto 2004 e disegnato da Paolo Campinoti). Successivamente, nuovi sceneggiatori si uniscono al gruppo: da Michele Medda (co-creatore delle serie "Nathan Never" e "Legs Weaver"), a esordienti come Giovanni di Gregorio e Fabrizio Lo Bianco.

## Adattamenti

### Serie animata
Nel 2005 ne è stato tratto da Rainbow una serie animata di 26 episodi ed un episodio bonus.
Nel 2008 è stata realizzata una seconda stagione di 26 episodi.
Entrambe le serie sono state caricate dal canale ufficiale su YouTube.

### Film
Monster Allergy: Back to Back è un lungometraggio di Monster Allergy uscito nel 2008, subito dopo la fine della messa in onda della seconda stagione della serie. Non è destinato alla proiezione cinematografica ma è andato in onda su Disney Channel Italia. La sua durata è di all'incirca 70 min. La trama tratta di un'avventura tutta vissuta da Zick e Teddy con qualche apparizione degli altri personaggi. La storia riprende molti flashback delle stagioni precedenti e prende molti spunti dalla serie a fumetti.

### Videogioco
Monster Allergy: Il domatore di mostri è uscito nel 2007 assieme all'episodio Bonus della prima stagione. Pubblicato dalle merendine Kinder e Ferrero, il videogioco non si può trovare più in vendita.

### Attrazioni
Alla serie viene dedicata un'attrazione nel parco divertimenti Rainbow Magicland, situato nei pressi di Roma.

### Musical
Nel 2016 è stata realizzato un musical, basato sul fumetto, che dopo l'anteprima romana del 22 settembre al teatro Sistina, è andato in scena, sempre al Sistina, dal 9 al 19 febbraio del 2017.